# Cova Fell
La cova Fell és una cova natural i un jaciment arqueològic situat al congost del riu Chico o Ciake, comuna de Laguna Blanca, al sud de Xile, a la Patagònia. És a la rodalia de l'entrada al Parc Nacional Pali Aike, al camp volcànic Pali Aike, prop de la frontera amb Argentina.

## Descobriment
La trobà Junius Bird, a qui van cridar l'atenció les puntes lítiques i restes de pedra tallada trobats en la superfície. L'excavació del jaciment començà el 1936, quan s'hi trobaren 511 objectes, entre ells instruments amb mànec, ganivets, raspadors, llaços amb boles, un parell de pedres circulars per fregar i eines d'os. Inicialment s'anomenà Abric de Riu Chico, però Bird el modificà per honorar la família Fell, propietària de la finca on és la cova.

## Estratigrafia i cronologia

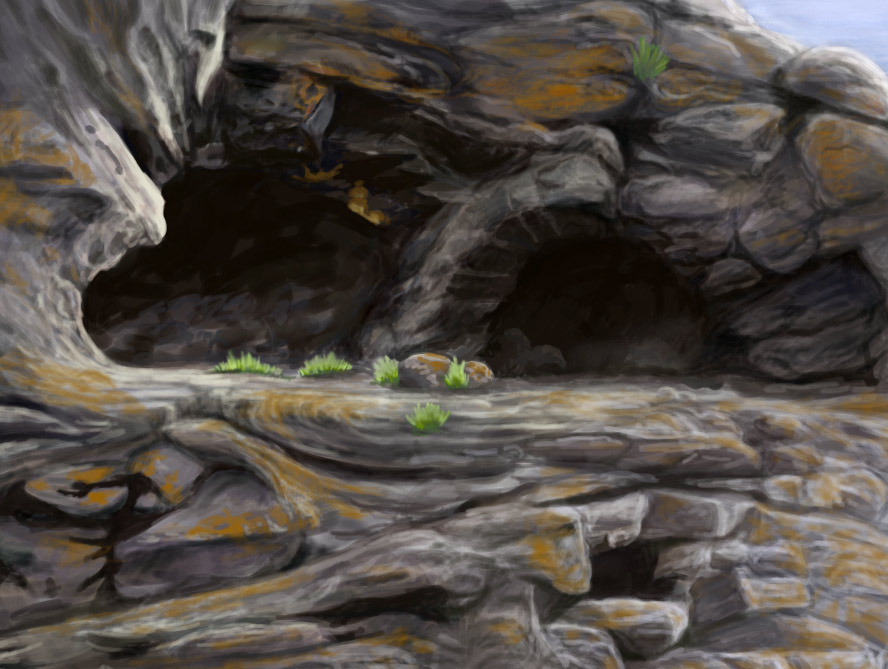
Representació artística de l'entrada a la cova Fell

### Superfície
El material de la superfície del lloc, amb un espessor entre 45 i 61 cm, es compon de terra, pedres i fem d'ovella piconat.

### Estrat I, període 5
La capa estratigràfica més recent és de terra fosca i té uns 25 cm d'espessor. Data de fa més de 700 anys. La datació per radiocarboni donà com a resultat 1265 ae +-90. Conté petites puntes de fletxa i eines d'os, així com objectes culturals com pintes i perles. D'acord amb l'estil de les puntes de fletxa, aquest període s'associa amb la presència dels indígenes Ona. En les restes de fauna predominen fragments d'ossos de guanac.

### Estrat II, període 4
Té 25 cm d'espessor. La divisió entre els estrats I i II és quasi imperceptible a ull nu, perquè els sediments tenen el mateix color de terra. Data de fa 6.500 anys. Es caracteritza per la presència d'eines de pedra, com mànecs de puntes pedra, ganivets i raspadors amb forma de petites ungles de polze, així com un conjunt d'instruments d'os. Grans llaços amb boles, així com grans de collaret i altres adorns també hi apareixen. Aquest període es pot distingir per la construcció d'estructures, incloent enterraments estesos i túmuls de roca. L'associació faunística també està dominada pel guanac.

### Estrat III, període 3
Data de fa 8.500 a 6.500 anys. La consistència compacta de la terra negra de l'estrat III és ben diferent de la de l'estrat II. Té entre 30 i 38 cm d'espessor. Es troben en aquesta capa punxons d'os, raspadors de pedra, i puntes triangulars de pedra amb bases arredonides. També llaços amb boles de grandària notablement menor que els del període 4. S'ha suggerit que aquests llaços de pedra petita s'utilitzarien en la cacera d'aus. El guanac i fragments ossis de guineu dominen el conjunt faunístic.

### Estrat IV, període 2
L'espessor d'aquest estrat és de 33 a 43 cm i consisteix en terra fosca molt compacta. Data de fa 10.000 a 8.500 anys. En aquest estrat s'han trobat puntes d'os, punxons i raspadors de pedra, però en conjunt més sediment que objectes.

### Estrat estèril
Acumula lloses de pedra de gres que caigueren del sostre de la cova i la segellaren. Té de 38 a 50 cm d'espessor.

### Estrat V, període 1

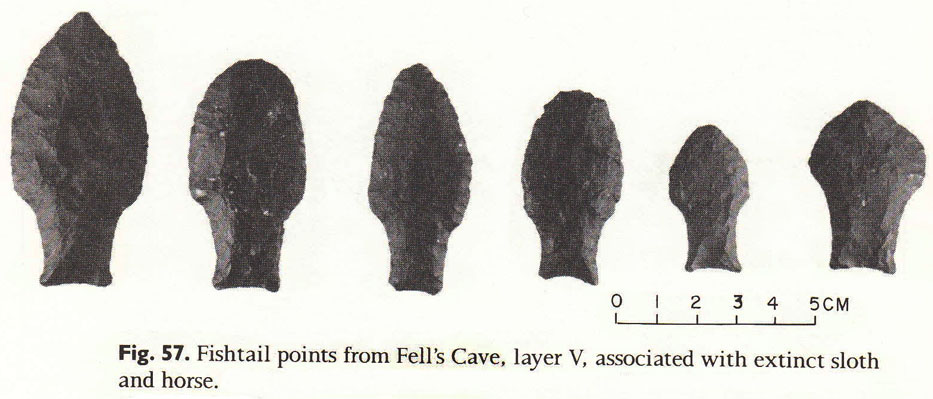
Puntes de projectil de cua del peix elaborades durant el període més antic d'ocupació de la cova Fell

Sòl format per sediments d'argila tova de 7 a 20 cm d'espessor; correspon al nivell més antic d'ocupació cultural de la cova, a l'anomenada Tradició Fell. Aquesta tradició es caracteritza sobretot per les puntes de cua de peix, així com per diversos discs polits, raspadors i talladors de pedra i eines d'os. Diversos fogons de cubeta excavats en el sòl també es trobaren en aquest estrat. Entre les restes de la fauna s'hi registraren espècies extingides de Dusicyon avus, Mylodon darwini i parahips. Segons la datació per radiocarboni aquest estrat té entre 11.000 +-170 i 10.080 +-160 anys.

## Significat
La cova Fell mereix un reconeixement per representar possiblement el més antic assentament humà a la Terra de Foc i la Patagònia, aproximadament 11000 ae. Aquesta regió meridional d'Amèrica del Sud és un símbol de "la fi de la línia" per al poblament primerenc d'Amèrica.